# Josef Dvořák (Schauspieler)

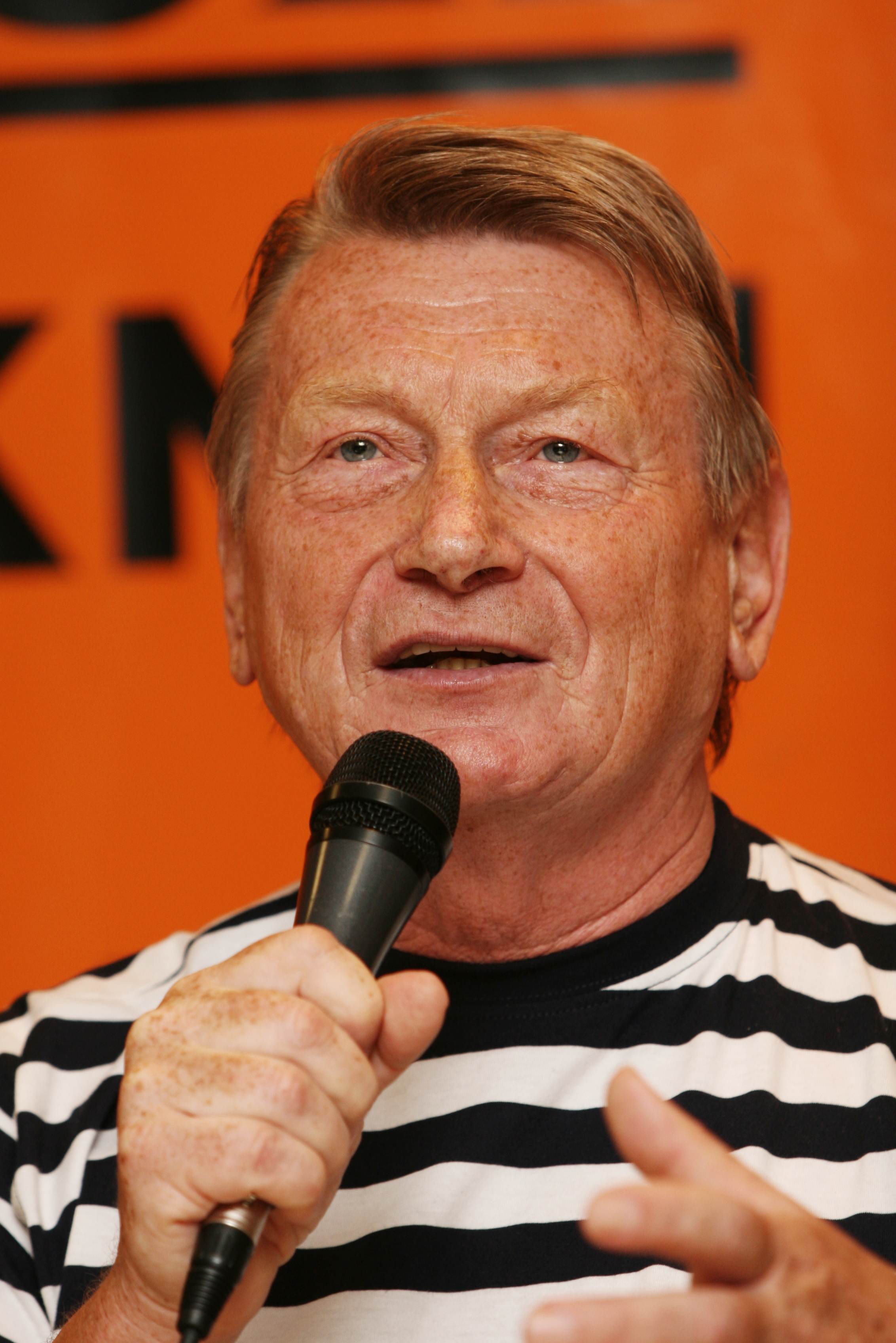
Josef Dvořák (2008)

Josef Dvořák (* 25. April 1942 in Oberzerekwe) ist ein tschechischer Schauspieler.

## Berufliche Laufbahn
Josef Dvořák begann seine Karriere im Laientheater in Kadaň. Von 1965 bis 1970 spielte er im Theater Kladivadlo in Ústí nad Labem, von 1972 bis 1990 trat er im Semafor auf. Er wirkte mit Jitka Molavcová und Jiří Suchý zusammen, später gründete er eine eigene Theatergruppe. Hinzu kamen zahlreiche Auftritte in Fernsehserien wie Das Krankenhaus am Rande der Stadt (Nemocnice na kraji města), Die Märchenbraut (Arabela), Der fliegende Ferdinand, Die Besucher sowie in zwei Filmen. Derzeit tritt er im eigenen Theater Divadelní společnost Josefa Dvořáka auf.

## Filmografie (Auswahl)
- 1972: Es waren einmal zwei Schreiber (Byli jednou dva písari) (Fernsehserie)
- 1974: Welche Farbe hat die Liebe? (Jakou barvu má láska)
- 1974: Horoskop aus dem Computer (Jáchyme, hoď ho do stroje!)
- 1977: Pan Tau (Fernsehserie)
- 1978: Hopp…! Und ein Menschenaffe ist da (Hop – a je tu lidoop)
- 1978: Zwei tolle Hechte (Lvi salonu)
- 1978: Das Krankenhaus am Rande der Stadt (Nemocnice na kraji mesta) (Fernsehserie)
- 1979: Die Märchenbraut (Arabela) (Fernsehserie)
- 1980: Luzie, der Schrecken der Straße (Lucie, postrach ulice)
- 1981: Bulldoggen und Kirschen (Buldoci a tresne)
- 1983: Der fliegende Ferdinand (Létající Cestmír)
- 1983: Die Besucher (Návstevníci) (Fernsehserie)
- 1986: Die große Käseverschwörung (Velká sýrová loupez) (Stimme)
- 1986: Mein Handel mit Hunden (Muj obchod se psy)
- 1991: Der vergeßliche Hexenmeister (O zapomnetlivém cernoknezníkovi)
- 1993: Die Rückkehr der Märchenbraut (Arabela se vrací) (Fernsehserie)
- 2003: Das Krankenhaus am Rande der Stadt – 20 Jahre später (Nemocnice na kraji mesta po dvaceti letech) (Fernsehserie)